# Calcio alla XXVII Universiade
Il torneo di calcio della XXVII Universiade si è svolto a Kazan', in Russia, dal 5 al 16 luglio 2013. Al torneo maschile hanno partecipato 15 rappresentative, a quello femminile 12.

## Podi

### Uomini
| Evento                     | Oro     | Argento     | Bronzo   |
| Calcio maschile (dettagli) | Francia | Regno Unito | Giappone |

### Donne
| Evento                      | Oro         | Argento | Bronzo  |
| Calcio femminile (dettagli) | Regno Unito | Messico | Brasile |

## Medagliere
| Pos.   | Paese       |   |   |   | Totale |
| ------ | ----------- | - | - | - | ------ |
| 1      | Regno Unito | 1 | 1 | 0 | 2      |
| 2      | Francia     | 1 | 0 | 0 | 1      |
| 3      | Messico     | 0 | 1 | 0 | 1      |
| 4      | Brasile     | 0 | 0 | 1 | 1      |
| 4      | Giappone    | 0 | 0 | 1 | 1      |
| Totale | Totale      | 2 | 2 | 2 | 6      |